# 嵯峨逸平
嵯峨 逸平（さが いっぺい、1927年10月29日 - 2007年12月28日）は、石川県金沢市出身の実業家。北陸放送の元社長・会長で、世界連邦運動協会石川県連合会の会長も務めていた。金沢工業専門学校（金沢大学工学部の前身校）卒業。
父は北國新聞社第5代目社長で、北陸放送と金沢工業大学の創設者でもある嵯峨保二。兄は北國新聞社第6代社長を務めた嵯峨喬。長男は北陸放送代表取締役社長を務めた嵯峨春平。孫はTBSテレビプロデューサーの嵯峨祥平と、元ミス日本のさがゆりこ。

## 経歴
- 1948年（昭和23年） - 金沢工業専門学校卒業。
- 1956年（昭和31年） - 北陸放送入社。
- 1957年（昭和32年） - 同社常務取締役就任。
- 1958年（昭和33年） - 同社代表取締役専務就任。
- 1959年（昭和34年） - 同社代表取締役社長就任。
- 1993年（平成5年） - 同社会長就任。
- 1997年（平成9年） - 北陸放送のCM未放送問題の責任を取り会長を退任。
- 2007年（平成19年）12月28日 - 静岡県富士市内の病院で死去[1]。